# Бордештиј де Жос (Вранча)
Бордештиј де Жос (рум. Bordeștii de Jos) насеље је у Румунији у округу Вранча у општини Бордешти. Oпштина се налази на надморској висини од 295 m.

## Становништво
Према подацима из 2002. године у насељу је живело 544 становника, од којих су сви румунске националности.